# Felipe Nasr
Felipe Nasr (n. 21 august 1992, Brasília, Districtul Federal, Brazilia) este un fost pilot de Formula 1. De-a lungul carierei a luat startul în 39 de curse, niciuna din pole-position. Nu a câștigat nicio cursă și nu a terminat niciodată pe podium, acumulând 29 puncte în întreaga activitate ca pilot de Formula 1.